# Adam Wilsby
Adam Sebastian Wilsby, född 7 augusti 2000 i Stockholm, är en svensk ishockeyspelare som spelar för Nashville Predators i NHL.

## Klubbar
- Skellefteå AIK J20, SuperElit (2016/2017 - 2019/2020)
- Södertälje SK Allsvenskan (2019/2020) (lån)
- Skellefteå AIK SHL (2018/2019 - 2021/2022)
- Nashville Predators NHL (2022/2023 -)